# Roman Muzyk
Roman Muzyk (ur. 28 lutego 1938 w Krakowie, zm. 24 września 2003 tamże) – polski lekkoatleta, olimpijczyk.

## Życiorys
Uprawiał biegi płotkarskie. Startował na igrzyskach olimpijskich w 1960 w Rzymie w biegu na 110 metrów przez płotki; odpadł w ćwierćfinale.
Czterokrotnie był mistrzem Polski: w biegu na 110 metrów przez płotki w 1959, 1960 i 1961 oraz w biegu na 200 metrów przez płotki w 1959 Był również wicemistrzem kraju w biegu na 110 metrów przez płotki w 1957, 1962, 1963 i 1965 oraz brązowym medalistą w 1958, a w biegu na 200 metrów przez płotki wicemistrzem w 1960 i 1961. Osiemnaście razy startował w meczach reprezentacji Polski, odnosząc pięć zwycięstw. Czterokrotnie poprawiał lub wyrównywał rekord Polski w biegu na 110 metrów przez płotki, doprowadzając go do 14,1 s (13 sierpnia 1961 w Łodzi).
Rekordy życiowe:
- bieg na 110 metrów przez płotki – 14,1 s
- bieg na 220 metrów przez płotki – 23,7 s
- bieg na 400 metrów przez płotki – 54,2 s

Przez niemal całą karierę reprezentował barwy Wisły Kraków. Był absolwentem Akademii Spraw Wewnętrznych, pracował w policji kryminalnej. Pochowany został na cmentarzu Salwatorskim w Krakowie (kwatera SC12-14-12).

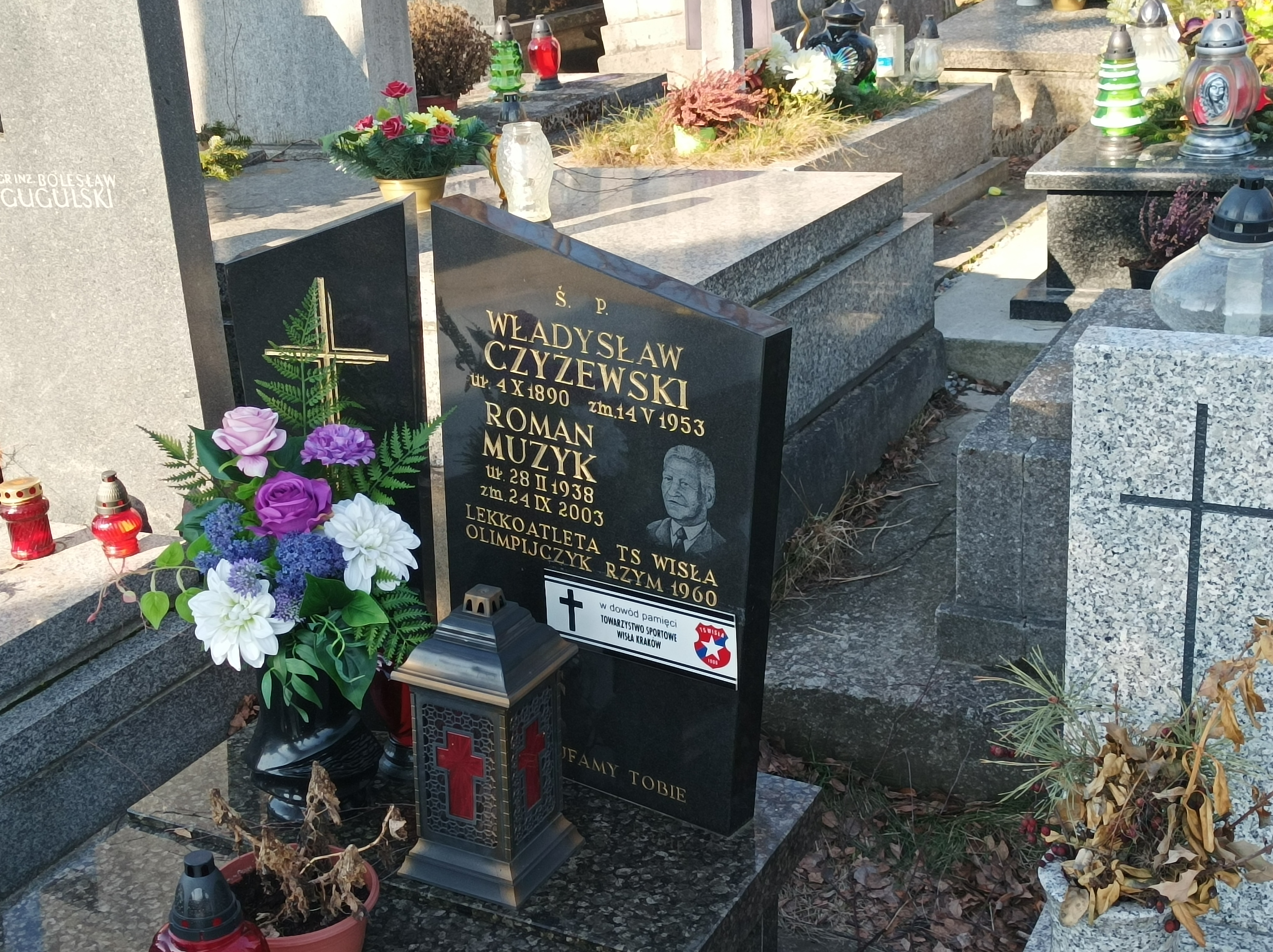
Grób Romana Muzyka na cmentarzu Salwatorskim w Krakowie